# 栋库尔莱隆吉永
栋库尔莱隆吉永（法語：Doncourt-lès-Longuyon，法語發音：[dɔ̃kuʁ lɛ lɔ̃ɡɥijɔ̃]，意为“隆吉永附近的栋库尔”）是法国默尔特-摩泽尔省的一个市镇，属于布里埃区。

## 地理
栋库尔莱隆吉永（49°26'21"N, 5°42'44"E）面积5.62 平方千米，位于法国大東部大區默尔特-摩泽尔省，该省份为法国东北部内陆省份，是洛林的一部分，北邻比利时、卢森堡，北起顺时针与摩泽尔省、下莱茵省、孚日省和默兹省接壤。
与栋库尔莱隆吉永接壤的市镇（或旧市镇、城区）包括：巴略、伯韦耶、皮埃尔蓬、于尼。

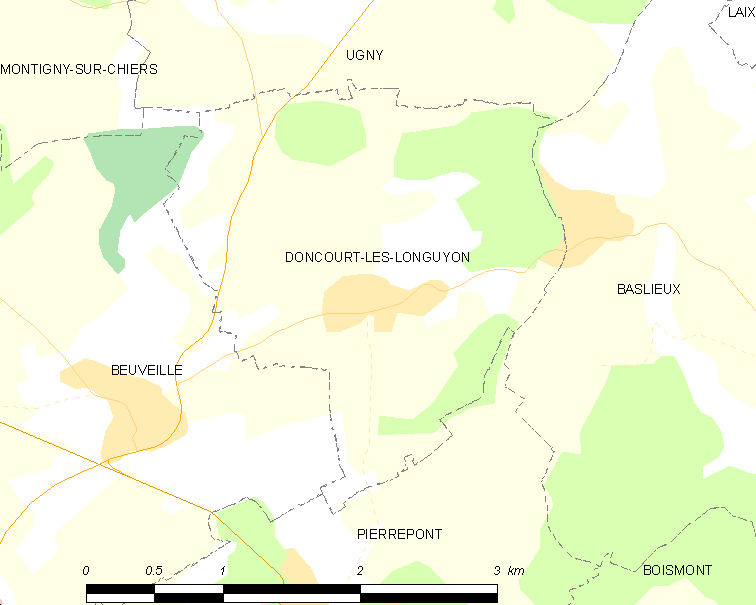
栋库尔莱隆吉永的OSM定位图

栋库尔莱隆吉永的时区为UTC+01:00、UTC+02:00（夏令时）。

## 行政
栋库尔莱隆吉永的邮政编码为54620，INSEE市镇编码为54172。

## 政治
栋库尔莱隆吉永所属的省级选区为蒙圣马丹县。

## 人口

1962-2008年间栋库尔莱隆吉永人口变化图示

栋库尔莱隆吉永于2022年1月1日时的人口数量为294人。